# Tabernaemontana glandulosa
Espèce
Synonymes
- Gabunia glandulosa Stapf[1]

Tabernaemontana glandulosa (Stapf) Pichon est une espèce de plantes à fleurs d'Afrique tropicale de la famille des Apocynaceae.